# Ротт (река)
Ротт (нем. Rott) — река в Германии, протекает по земле Баварии. Речной индекс 188. Площадь бассейна реки 1200,01 км². Длина реки 111,42 км. Высота истока 472 м. Высота устья 301 м.